# Chiesa dell'Immacolata Concezione (Treppo Grande)
La chiesa dell'Immacolata Concezione è la parrocchiale di Treppo Grande, in provincia e arcidiocesi di Udine; fa parte della forania del Friuli Collinare.

## Storia
I lavori di costruzione della chiesa cominciarono nel 1856 su progetto dell'architetto Girolamo D'Aronco e terminarono nel 1871 con la consacrazione della stessa, impartita dall'arcivescovo di Udine Andrea Casasola il 5 settembre di quell'anno.

## Descrizione

### Esterno
La facciata della chiesa e costituita da un avancorpo tripartito da quattro lesene dotate di capitelli d'ordine corinzio, sopra le quali vi è il timpano, all'interno del quale s'apre un oculo.

### Interno
Opere di rilievo situate all'interno della parrocchiale di Treppo Grande sono un altare settecentesco con statue dei Santi Pietro e Paolo e l'organo, costruito da Francesco Dacci nel 1770.